# Maria Becker-Meisberger
Maria Becker-Meisberger (* 8. Dezember 1925 in Marpingen; † 1. Mai 1999 in Blieskastel) war eine deutsche Autorin, Mundartdichterin und Übersetzerin.

## Leben
Maria kam in der Bergmanns-Großfamilie Meisberger mit fünf Jungen und drei Mädchen als Fünftgeborene zur Welt. Im Alter von noch nicht fünf Jahren kam ihr Vater im Alter von 44 Jahren bei der Schlagwetterexplosion zusammen mit fast 100 anderen Kumpeln auf der Grube Maybach ums Leben. Ihr jüngster Bruder wurde erst sieben Monate nach dem Unglück geboren. Diese frühjugendliche, traumatische Erfahrung verarbeitete sie später in ihrem vielfach abgedruckten Gedicht Maibach, das mit den beiden Zeilen beginnt: „Wänn eisch Maibach heere, dann siehn eisch schwards“. Neben ihrem moselfränkischen Dialekt ihrer Geburtsregion lernte sie wenig später auch das Rheinfränkische kennen.
Nach ihrem Abitur am Wendalinus-Gymnasium in St. Wendel war sie Schülerin am Lehrerseminar zunächst in Ottweiler, dann in Blieskastel, wo sie auch ihren Abschluss machte und wohin sie nach einem Jahr Auslandsaufenthalt in Caen und einer Zeit als Lehrerin in Altheim zurückkehrte. An der Seminarübungsschule in Blieskastel war sie bis zu ihrer einer schweren Erkrankung geschuldeten Frühpensionierung 1972 als Ausbilderin tätig. Danach engagierte sie sich ehrenamtlich in der katholischen Bücherei Blieskastel sowie als Betreuerin für Gastarbeiter und Asylanten. Bereits 1956 hatte sie begonnen, Esperanto zu lernen, das ihr bei ihrer Freiwilligenarbeit und später beim Aufbau der Esperantisten-Bewegung zugutekam.
Sie war seit 1958 mit dem Lehrer Günther Becker verheiratet, der den Weltbund junger Esperantisten präsidierte. Zusammen organisierten sie zahlreiche Veranstaltungen zugunsten dieser Kunstsprache. Außerdem verfasste sie das Kochbuch Internacie kuiri in Esperanto und übersetzte aus dem Französischen die Einführung in die Esperantologie und Esperanto, eine linguistische Standortbestimmung. Sie gehörte zum engeren Redaktionskreis des Nachrichtenmagazins Monato. Ihr Haus am Alten Hangarten stand für Anhänger dieser Bewegung immer offen. Sie starb nach einer längeren Krankheit.
In den Jahren 1979, 1982 und 1984 erhielt sie beim Mundartwettbewerb Auszeichnungen des Saarländischen Rundfunks. Nur das Buch De Himmel off Besuuch erschien im Selbstverlag.
Ihr Name hat mit dem Becker-Meisberger-Institut ihre Lebensspanne überdauert. Die Idee für dieses Institut für interlinguistische Forschungen kam dem kinderlosen Ehepaar um das Jahr 1990, doch erlebte sie dessen Gründung am 25. Januar 2000 nicht mehr.

## Werke
- Internacie kuiri Flandra Esperanto-Ligo, Antwerpen  1989, ISBN 978-90-71205-34-7
- Wäär gaggerd, muss aach lee'e: Gedichte – Geschichten – Erinnerungen in saarländischen Mundarten. Mundartring Saar mit Werken verschiedener saarländischer Mundartdichter, Merziger Druckerei 2001, ISBN 978-3-938415-57-3
- L’espéranto übersetzt von Günther Becker und Maria Becker-Meisberger, Olms, Hildesheim 1993, ISBN 978-3-487-06541-0